# Arcidiocesi di Cio
L'arcidiocesi di Cio (in latino Archidioecesis Cianensis) è una sede soppressa del patriarcato di Costantinopoli e una sede titolare della Chiesa cattolica.

## Storia
Cio, corrispondente alla città di Gemlik, sulle coste orientali del mar di Marmara, nell'odierna Turchia, è un'antica sede arcivescovile autocefala della provincia romana di Bitinia nella diocesi civile del Ponto e nel patriarcato di Costantinopoli.
Inizialmente suffraganea dell'arcidiocesi di Nicomedia, dal VII secolo appare in tutte le Notitiae Episcopatuum del patriarcato fra le sedi arcivescovili autocefale fino al XIV secolo.
Sono numerosi i vescovi conosciuti di questa antica sede episcopale, il primo dei quali è Cirillo, che prese parte al concilio di Nicea del 325. Segue Adamantino, che, assieme alla maggior parte dei prelati orientali, abbandonò il concilio di Sardica (circa 343/344) e sottoscrisse una lettera sinodale dai contenuti ariani. Teosebio prese parte al concilio di Efeso nel 431 e sottoscrisse la lettera dei vescovi orientali contro Cirillo di Alessandria. Edisto prese parte al concilio di Costantinopoli riunito nel 536 dal patriarca Mena, durante il quale furono condannati Severo di Antiochia e i suoi sostenitori, l'ex patriarca Antimo, il monaco siriano Zoora e Pietro di Apamea. Altri vescovi presero parte ai concili del 680, 692, 797, 869 e 879. Alcuni sono noti per l'esistenza dei loro sigilli episcopali, come Michele I e Teofilatto nell'XI secolo. Altri vescovi presero parte ai sinodi patriarcali, tra cui Costantino I nel 997, Niceforo nel 1028 e nel 1030, Costantino II nel 1032, Giorgio nel 1147 e Michele II nel 1166 e nel 1170. Sono documentati vescovi di Cio ancora agli inizi del XIV secolo.
La sede scomparve con l'occupazione ottomana della Bitinia e il suo territorio fu integrato in quello della metropolia di Nicea. La comunità ortodossa era ancora numerosa all'inizio del XX secolo; la città aveva almeno sette chiese cristiane, e da tempo era la sede dei metropoliti di Nicea. La comunità è scomparsa in seguito agli accordi del trattato di Losanna del 1923 che impose obbligatoriamente lo scambio delle popolazioni tra Grecia e Turchia.
Dalla fine dell'Ottocento Cio è annoverata tra le sedi arcivescovili titolari della Chiesa cattolica; la sede è vacante dall'11 marzo 1964. Il suo ultimo titolare è stato Martin Michael Johnson, vescovo coadiutore di Vancouver in Canada.

## Cronotassi

### Arcivescovi greci
- Cirillo † (menzionato nel 325)
- Adamantino † (menzionato nel 343/344)
- Teosebio † (menzionato nel 431)[4]
- Giuliano ? † (prima del 448 - dopo il 458)[5]
- Edisto † (menzionato nel 536)[6]
- Teognio † (menzionato nel 680)[7]
- Giovanni I † (menzionato nel 692)[8]
- Leone † (menzionato nel 787)[9]
- Sant'Eustazio † (prima metà del IX secolo)[10]
- Giovanni II † (menzionato nell'869)[11]
- Epifanio † (menzionato nell'879)[12]
- Costantino I † (menzionato nel 997)[13]
- Michele I † (XI secolo)[14]
- Teofilatto † (XI secolo)[15]
- Niceforo † (menzionato nel 1028 e 1030)[16]
- Costantino II † (menzionato nel 1032)[17]
- Anonimo † (menzionato nel 1086)[18]
- Anonimo † (menzionato nel 1089)[19]
- Giorgio † (menzionato nel 1147)[20]
- Michele II † (prima del 1166 - dopo il 1170)[21][14]
- Giovanni III † (documentato dal 1191 al 1198)[22]
- Davide † (prima del 1250 - dopo il 1256)[23]
- Anonimo † (menzionato nel 1304)[24]
- Gregorio † (menzionato nel 1315/1316 circa)[22]

### Arcivescovi titolari
- Enrico Carfagnini, O.F.M. † (24 marzo 1898 - 12 febbraio 1904 deceduto)
- Gaetano d'Alessandro † (8 maggio 1906 - gennaio 1911 deceduto)
- John Joseph Keane † (28 aprile 1911 - 27 giugno 1918 deceduto)
- James Romanus Bilsborrow, O.S.B. † (16 dicembre 1920 - 19 giugno 1931 deceduto)
- François-Xavier-Marie-Jules Gieure † (31 gennaio 1934 - 23 aprile 1937 deceduto)
- William Godfrey † (21 novembre 1938 - 10 novembre 1953 nominato arcivescovo di Liverpool)
- Martin Michael Johnson † (27 novembre 1954 - 11 marzo 1964 succeduto arcivescovo di Vancouver)